# Dosso (Niger)
Dosso è un comune rurale del Niger, capoluogo del dipartimento e della regione omonimi. Si trova nel sud-ovest del paese, a circa 130 chilometri a sud-est dalla capitale Niamey.